# هنري سانت هيل
هنري سانت هيل (بالإنجليزية: Henry St. Hill)‏ هو سياسي نيوزلندي، ولد في 1807، وتوفي في 1866.